# قطعه محراب

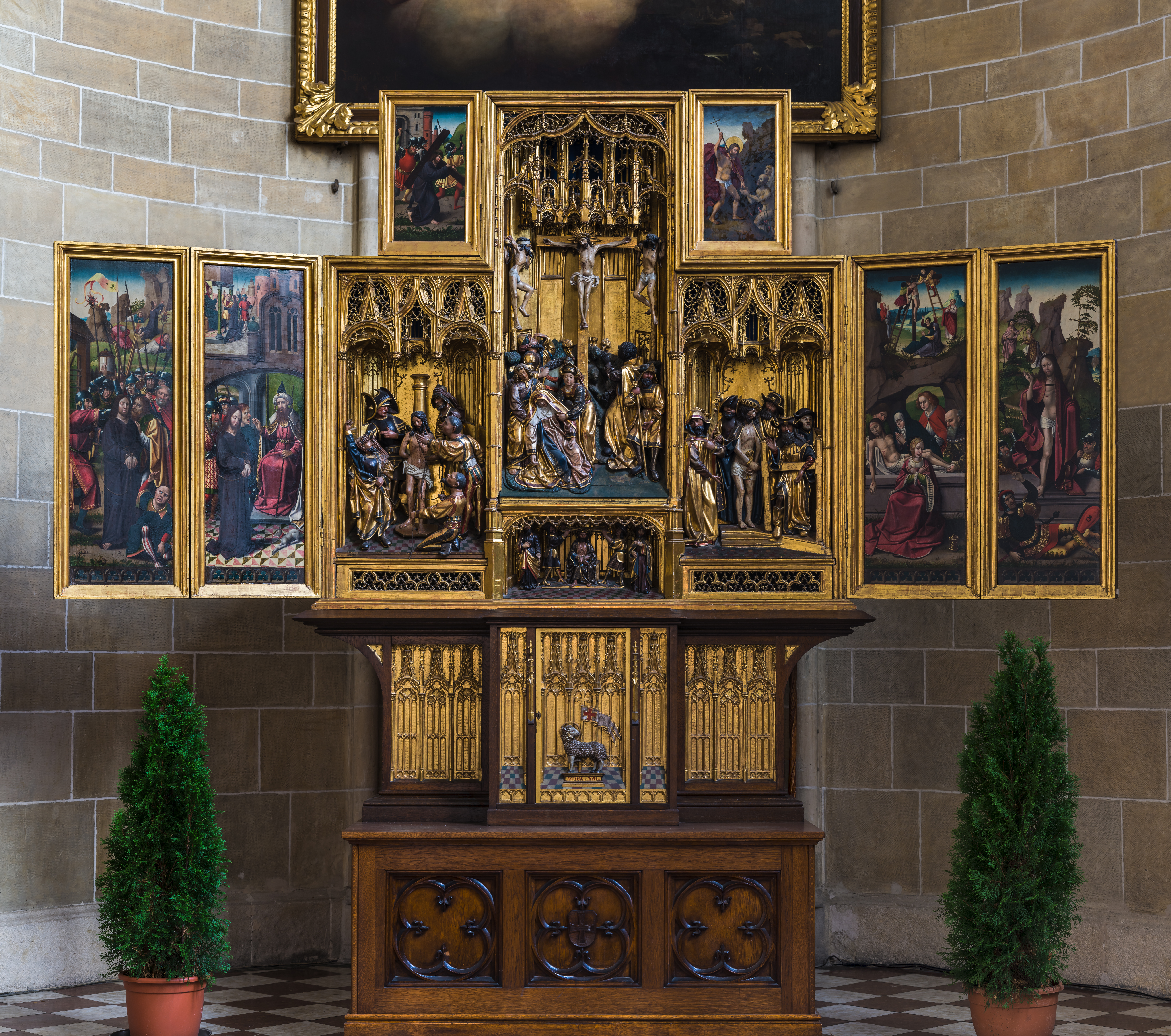
یک قطعهٔ محراب سه‌گانهٔ بالدار، در کلیسای نظم توتُن‌های وین، اتریش. امضاء اثر سال ۱۵۲۰ میلادی را نشان می‌دهد.

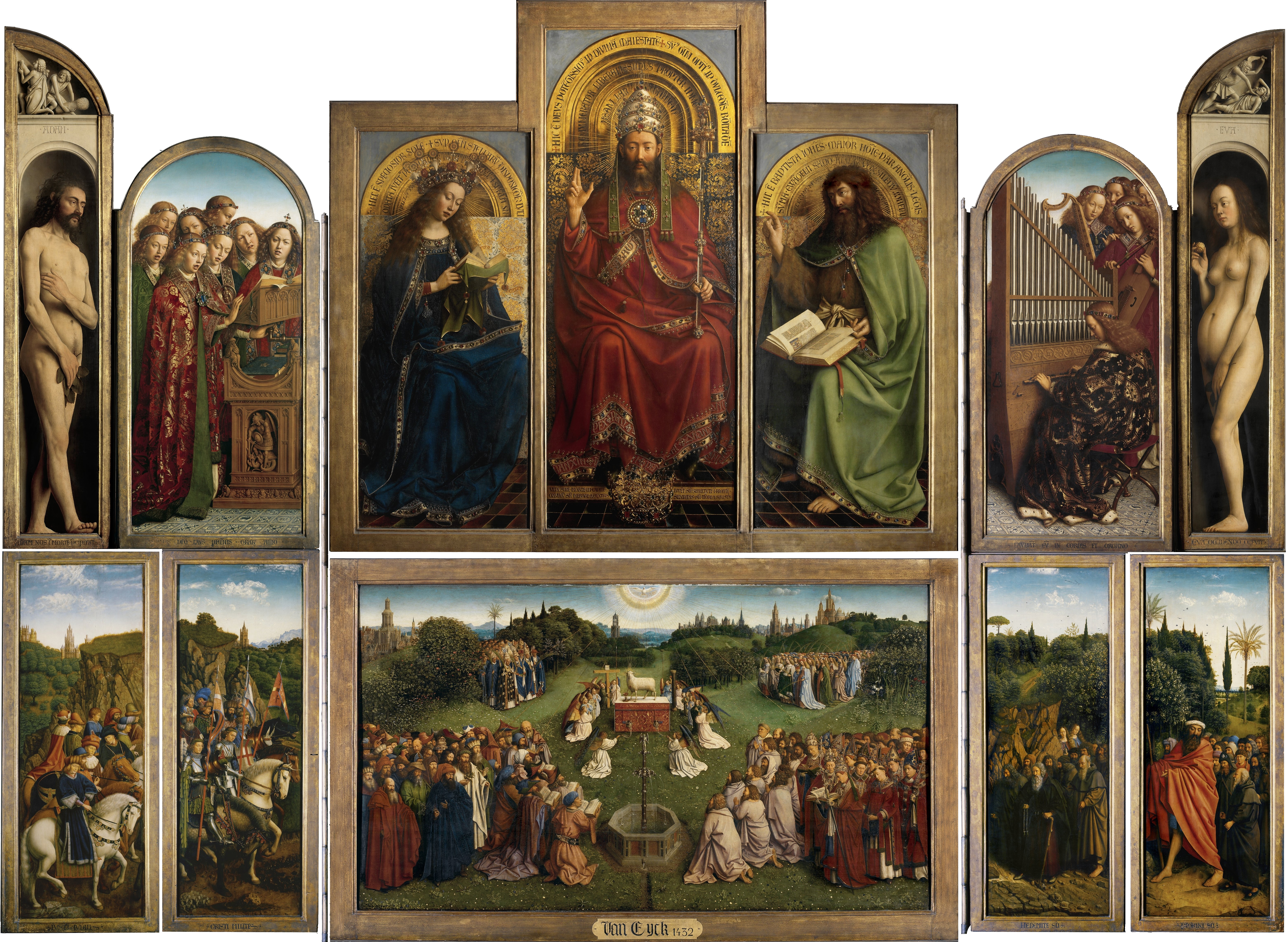
یک قطعه محراب سه‌لته‌ای، اثر یان وان آیک که در کلیسای جامع سنت باوو در شهر خنت، بلژیک واقع شده‌است.

قطعه محراب یا آلتارپیس (انگلیسی: Altarpiece) اثری هنری است (مانند مجسمه یا نقاشی برجسته) با موضوع مذهبی که برای قرار دادن در پشت محراب کلیسا ساخته می‌شود.